# Lizaine
Lizaine – rzeka we Francji, przepływająca przez teren departamentu Doubs, o długości 31,4 km. Stanowi dopływ rzeki Allaine.